# Javier García Delgado
Javier García Delgado (La Bañeza, 10 settembre 1976) è uno schermidore spagnolo, vincitore di una medaglia di bronzo ai campionati mondiali di scherma.

## Palmarès
In carriera ha conseguito i seguenti risultati:
- Mondiali di scherma

Lisbona 2002: bronzo nel fioretto a squadre.
- Giochi del Mediterraneo

Bari 1997: argento nel fioretto individuale.